# Martin Lébl
Martin Lébl (Praga, 12 aprile 1980) è un ex pallavolista ceco, di ruolo centrale.

## Biografia
Il padre Antonin Lébl è stato giocatore di pallavolo, nonché presidente della federazione pallavolistica della Repubblica Ceca.

## Carriera

### Club
La carriera di Martin Lébl inizia nel 1993 nelle giovanili dell'Olymp Praha; nel stagione 1995-96 esordisce nell'Extraliga ceca con l'Odolena Voda, con cui ci aggiudica la Coppa della Repubblica Ceca e lo scudetto. È nella stessa divisione anche nell'annata successiva, questa volta all'Ústí nad Labem, vincendo due coppe nazionali e due campionati: a metà stagione 1998-99 si trasferisce in Francia, all'Arago de Sète, in Pro A.
Per il campionato 1999-00 si accasa al Maaseik, nella Liga A belga: in quattro stagioni di permanenza vince due Supercoppe, due Coppe del Belgio e due scudetti. Nell'annata 2002-03 viene ingaggiato dal Perugia, nella Serie A1 italiana, a cui resta legato per cinque stagioni; per il campionato 2007-08 veste la maglia della Lube, conquistando due Coppe Italia e la Supercoppa italiana 2008. Nella stagione 2010-11 firma per la neopromossa M. Roma, sempre in Serie A1: al termine del campionato 2011-12 annuncia il suo ritiro dall'attività agonistica.

### Nazionale
Nel 1997 viene convocato nella nazionale ceca under 19 con cui partecipa al campionato europeo, chiuso al quarto posto e dove vince il premio di miglior centrale, e al campionato mondiale. L'anno successivo è nella selezione ceca under 20, aggiudicandosi la medaglia di bronzo al campionato continentale.
Nel 1999 ottiene le prime convocazioni nella nazionale maggiore, esordendo il 10 maggio: nel 2001 e nel 2003 conquista il premio di miglior attaccante rispettivamente al campionato europeo e alla World League, entrambe chiuse al quarto posto; nel 2004 si aggiudica la medaglia d'oro all'European League, venendo riconosciuto ancora come miglior attaccante. Disputa le ultime partite con la maglia della nazionale nel 2009.

## Palmarès

### Club
- Campionato ceco: 3

1995-96, 1996-97, 1997-98
- Campionato belga: 2

2000-01, 2001-02
- Coppa della Repubblica Ceca: 3

1995-96, 1996-97, 1997-98
- Coppa del Belgio: 2

2000-01, 2001-02
- Coppa Italia: 2

2007-08, 2008-09
- Supercoppa belga: 2

1999, 2001
- Supercoppa italiana: 1

2008

### Nazionale (competizioni minori)
- Campionato europeo under 20 1998
- European League 2004

### Premi individuali
- 1997 - Campionato europeo under 19 1997: Miglior centrale
- 2000 - Coppa dei Campioni: Miglior realizzatore
- 2001 - Liga A: MVP
- 2001 - Campionato europeo: Miglior attaccante
- 2002 - Liga A: MVP
- 2003 - World League: Miglior attaccante
- 2004 - European League 2004: Miglior attaccante
- 2009 - Champions League: Miglior attaccante